# 沙湖站 (武汉市)
沙湖站位于中华人民共和国湖北省武汉市武昌区青鱼嘴西侧，友谊大道（原武青三干道）与沙湖之间，建于1955年，初建时为线路所，后升格为五等站。不办理客、货运营业。本站已于2018年5月随武昌北环铁路废线而撤销。

## 图片

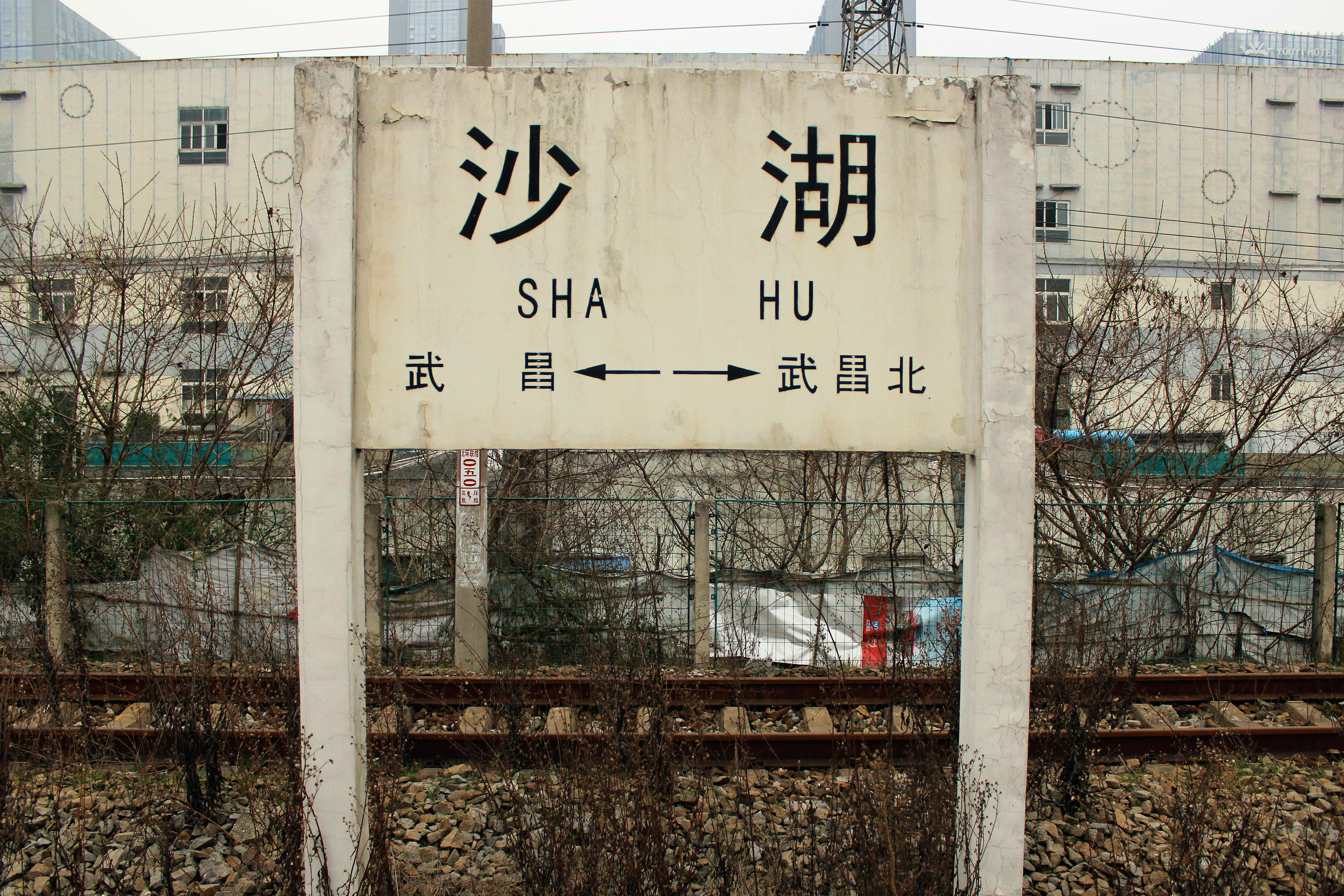
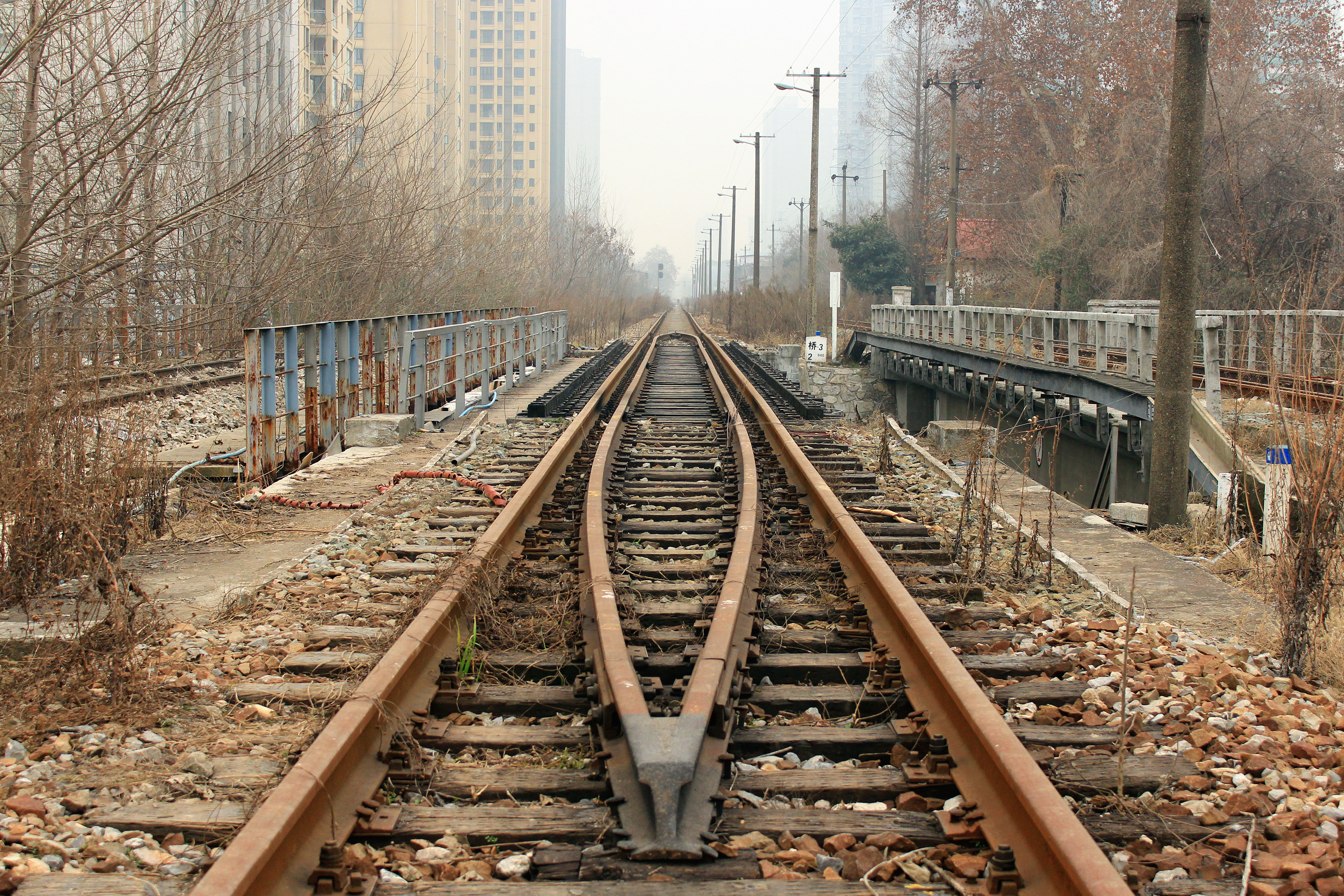
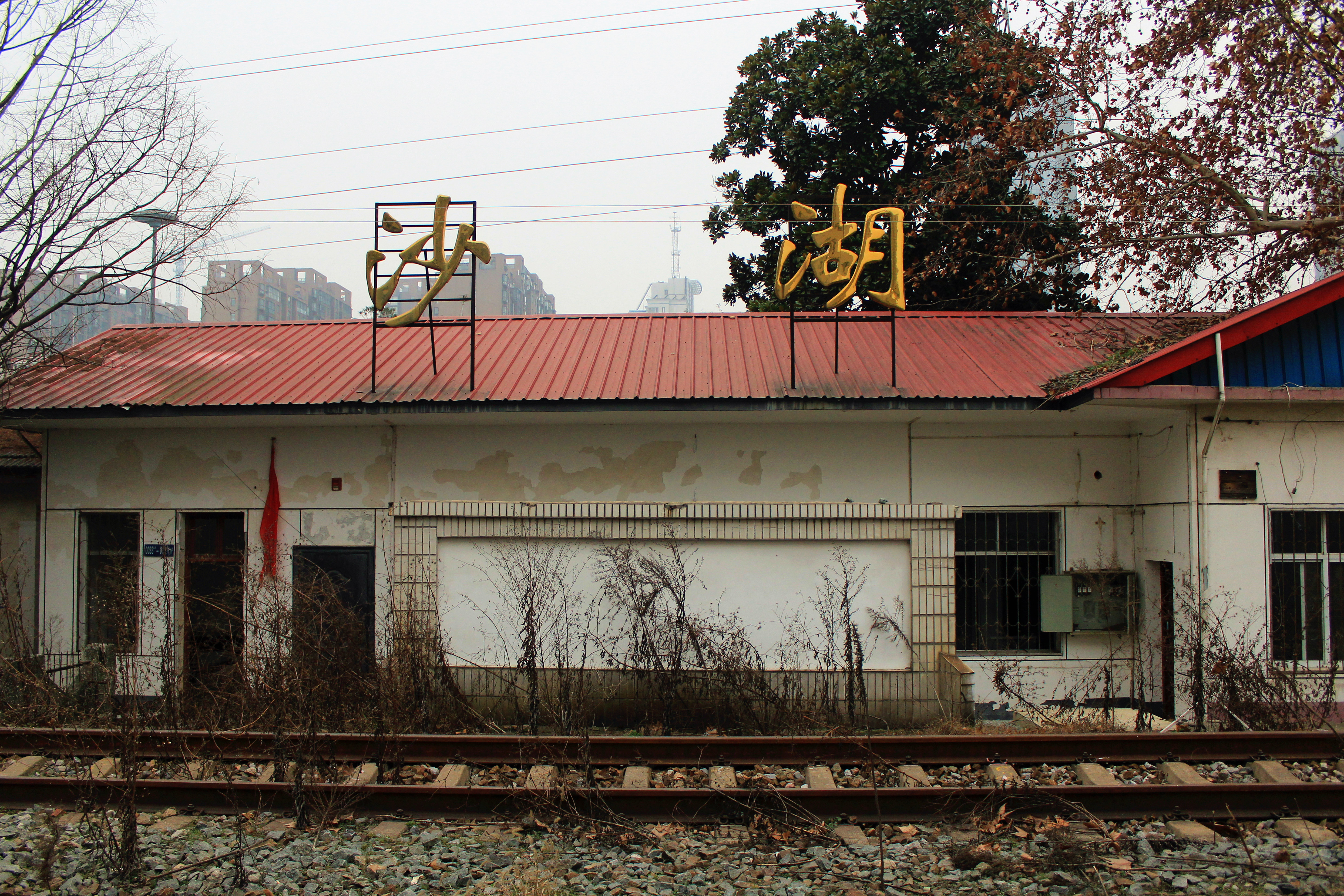